# Кутело
Ку̀тело, познат и като Ку̀тела, Казански връх, e вторият по височина връх в Пирин планина, България. Височината му е 2908 m. Издига се на мраморното било на Северен Пирин между върховете Вихрен и Бански суходол.
Кутело е връх с четири връхни повишения, разположени на почти хоризонтален гребен, а разликата във височина между тях е съвсем малка – северозападното е с височина 2908 m, междинните коти са високи съответно 2892 m и 2901 m, а югоизточното е 2903 m.
Южно от Кутело на главното било е седловината Премката, през която минава пътека за долината на река Бъндерица и връх Вихрен. На северозапад билното стеснение Кончето свързва Кутело с Бански суходол. През Кутело не минава маркирана пътека, но от югозападната страна под върха, където склоновете са по-полегати, в камъните е вдълбана маркираната с червено подсичаща пътека от хижа Вихрен към хижа Яворов. Туристите, които искат да минат през Кончето, трябва да се качат до самия връх и оттам да слязат до карстовия ръб.
Върхът е част от алпийския траверс по мраморното било, а траверсът Черномогилски чал – Кутело – Кончето – Котешкият чал е един от най-трудните зимни траверси в българските планини.
Името Кутело носи и тесния безводен циркус, вкопан между алпийския рид Църномогилски чал (с най-висока точка 2682 m н.в.) и страничното разклонение Равния чал. Последното е остатък от денудационна повърхнина, която в източните си части се снишава стръмно към долината на река Бъндерица.